# Freistadt
Freistadt (česky  Cáhlov) je okresní město blízko českých hranic v kraji Mühlviertel v Horním Rakousku na silnici z Českých Budějovic do Lince. V historii významné obchodní město od 19. století ztrácelo svůj původní význam, takže dnes jsou tu zejména školy, úřady a zdravotnická zařízení. Žije zde přibližně 7 900 obyvatel.

## Dějiny

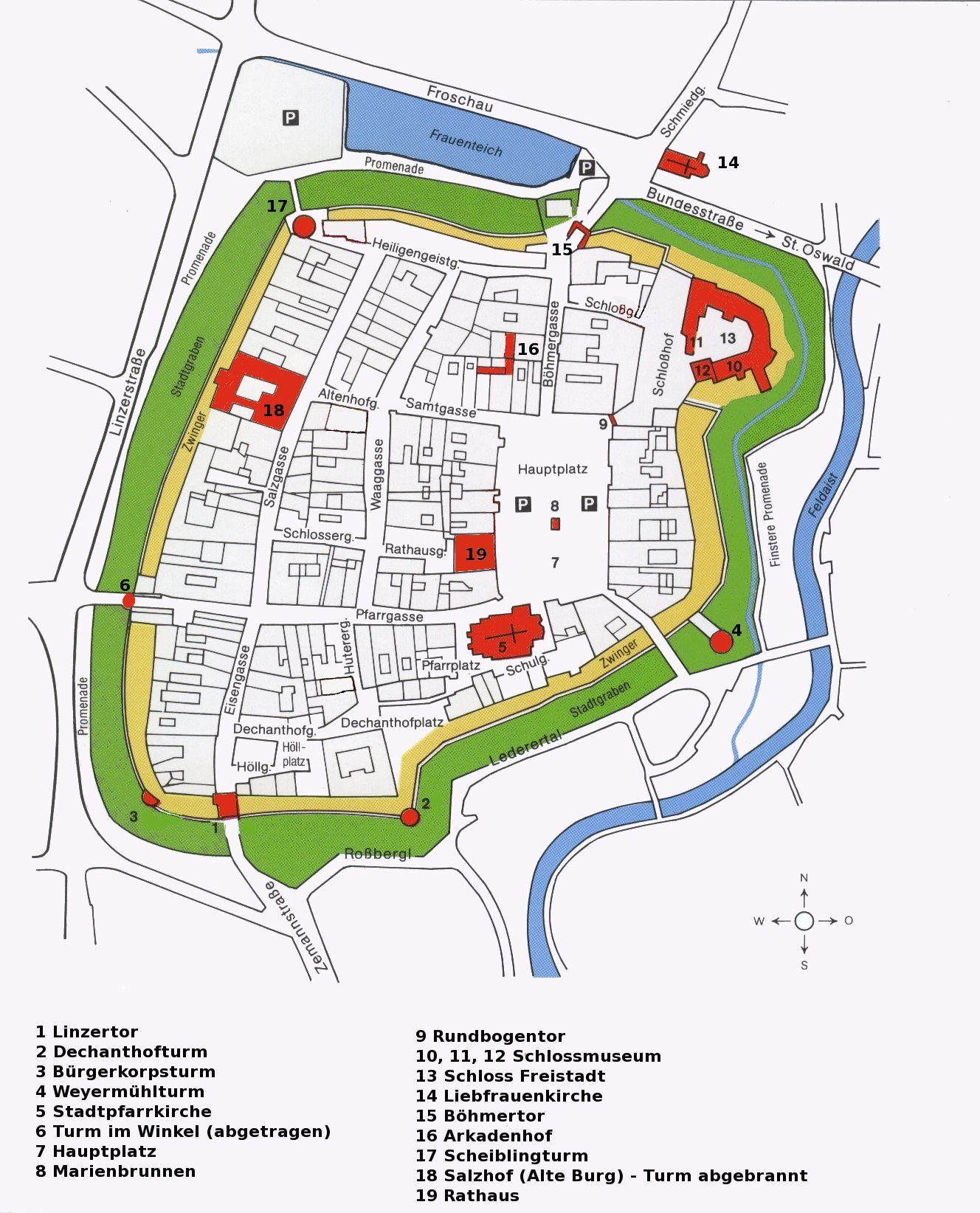
Plán města (čísla jsou užita v textu)

Město bylo založeno na místě původní obce Zaglau (česky Zahlow, Czagelaw nebo například Chaglowe) podle pravidelného plánu patrně roku 1220 hrabětem Leopoldem VI. Babenberským na Linecké stezce od Dunaje, kudy se do Čech přivážela hlavně sůl a železo, do Rakouska hlavně ryby. Město mělo velká privilegia a z obchodu rychle zbohatlo, od roku 1388 se zmiňuje také starosta (Bürgermeister). Ve 14. století dostalo město nové, dodnes téměř úplně zachované hradby s Lineckou bránou (1) na jihu, Českou bránou (15) na severu a širokým příkopem kolem celého města. Farní kostel svaté Kateřiny (5) ze 13. století byl postupně přestavován a rozšiřován, takže má dnes pět lodí. Od 14. století se zmiňují i školy, roku 1543 se poprvé připomíná latinská škola.
Počátkem 16. století zničily město dva požáry, další ranou bylo vyhnání protestantů po selském povstání roku 1627. Město pak ztratilo svá privilegia a s koňskou dráhou z Budějovic do Lince (1832) se doprava městu vyhýbala. Teprve od roku 1873 má Freistadt vlastní nádraží na trati Linec – Dolní Dvořiště – České Budějovice.
Mezi největší zaměstnavatele patří dnes krajská nemocnice a školy.

## Pamětihodnosti
Freistadt je především výborně zachovaný městský celek s opevněním, pravidelným náměstím a zámkem (13) ze 16. století, kde je dnes okresní Zámecké Muzeum kraje Mühlviertel ve Freistadtu (Mühlviertler Schlossmuseum Freistadt). Příkop je upraven jako park. Farní kostel na náměstí je gotický s pozoruhodnou klenbou a barokní věží z roku 1737. Na náměstí a v přilehlých ulicích je řada historických domů s gotickými, renesančními a barokními prvky. Na náměstí je mariánská kašna z roku 1704 (8) a řada historicky cenných domů. Na západní straně města je původní středověký hrad, pozdější Salzhof, dnes kulturní středisko (18). Mimo hradby, naproti České bráně (Böhmertor) stojí gotický kostel Panny Marie (14), vypálený husity roku 1422, ale brzy nato obnovený.

### Freistadtský pivovar
Právo vařit pivo ve svých vlastních domech obdrželi freistadtští občané už v roce 1363 od vévody Rudolfa IV. (jeho manželkou byla Kateřina Lucemburská, dcera Karl IV. a Blanky z Valois) a týkalo se každého, kdo vlastnil dům uvnitř freistadtských hradeb. Historie současného pivovaru se začala psát koncem roku 1770, kdy se majitelé domů dohodli s obcí na zakoupení pozemku za hradbami pro stavbu nového pivovaru. Aby ochránili svá práva, spojili se majitelé 149 domů do společnosti „Braucommune Freistadt“. Práva a povinnosti vyplývající ze smlouvy jsou platné stále ještě, což je ve světě globalizace až neuvěřitelné. Společnost je považována za poslední svého druhu v Evropě.

## Osobnosti
- Brigitte Schwaiger (1940–2010), spisovatelka

## Partnerská města
- Kaplice, Česko
- Rožmberk nad Vltavou, Česko

## Galerie

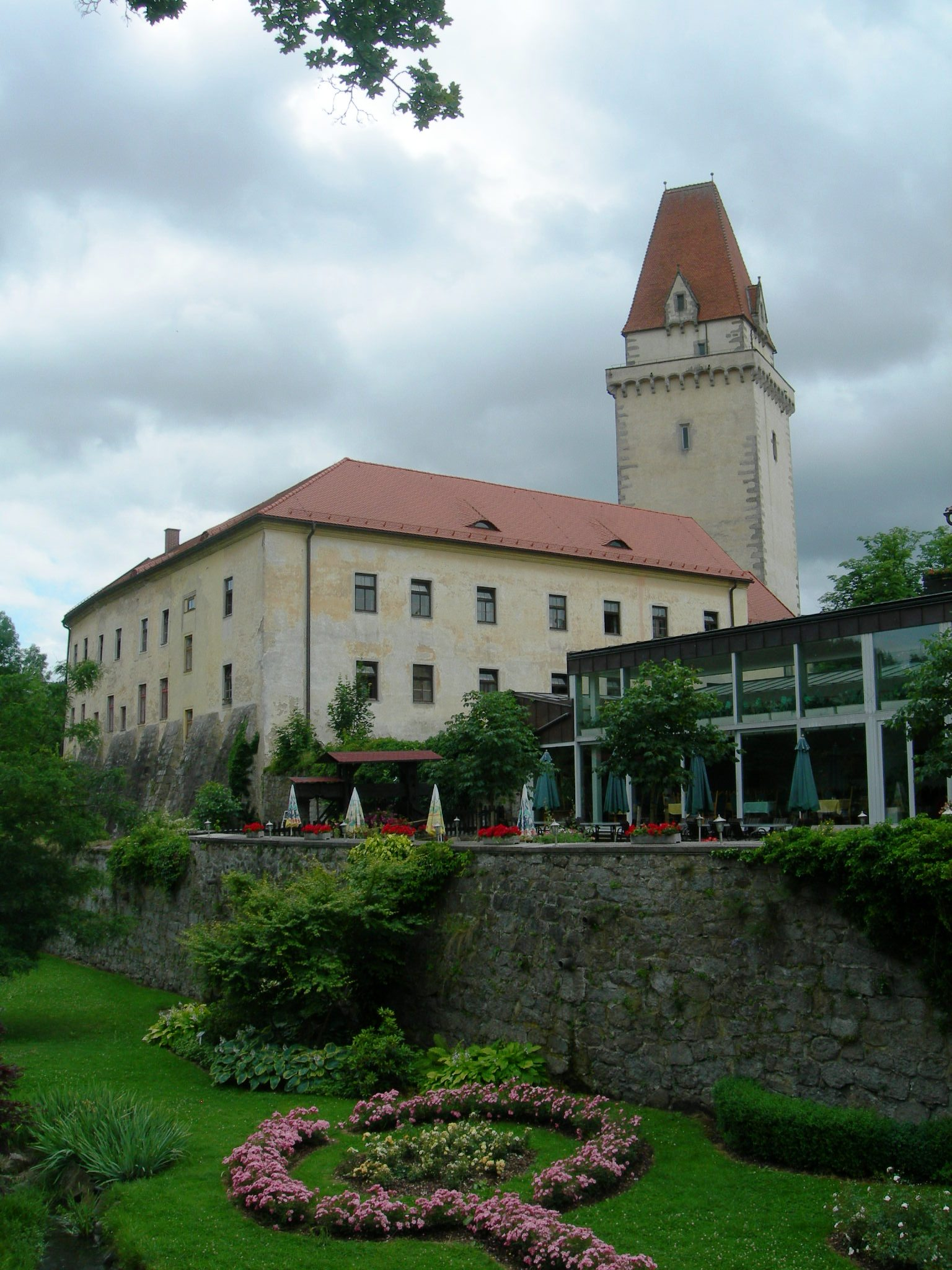
Zámek a příkop (15. stol.)
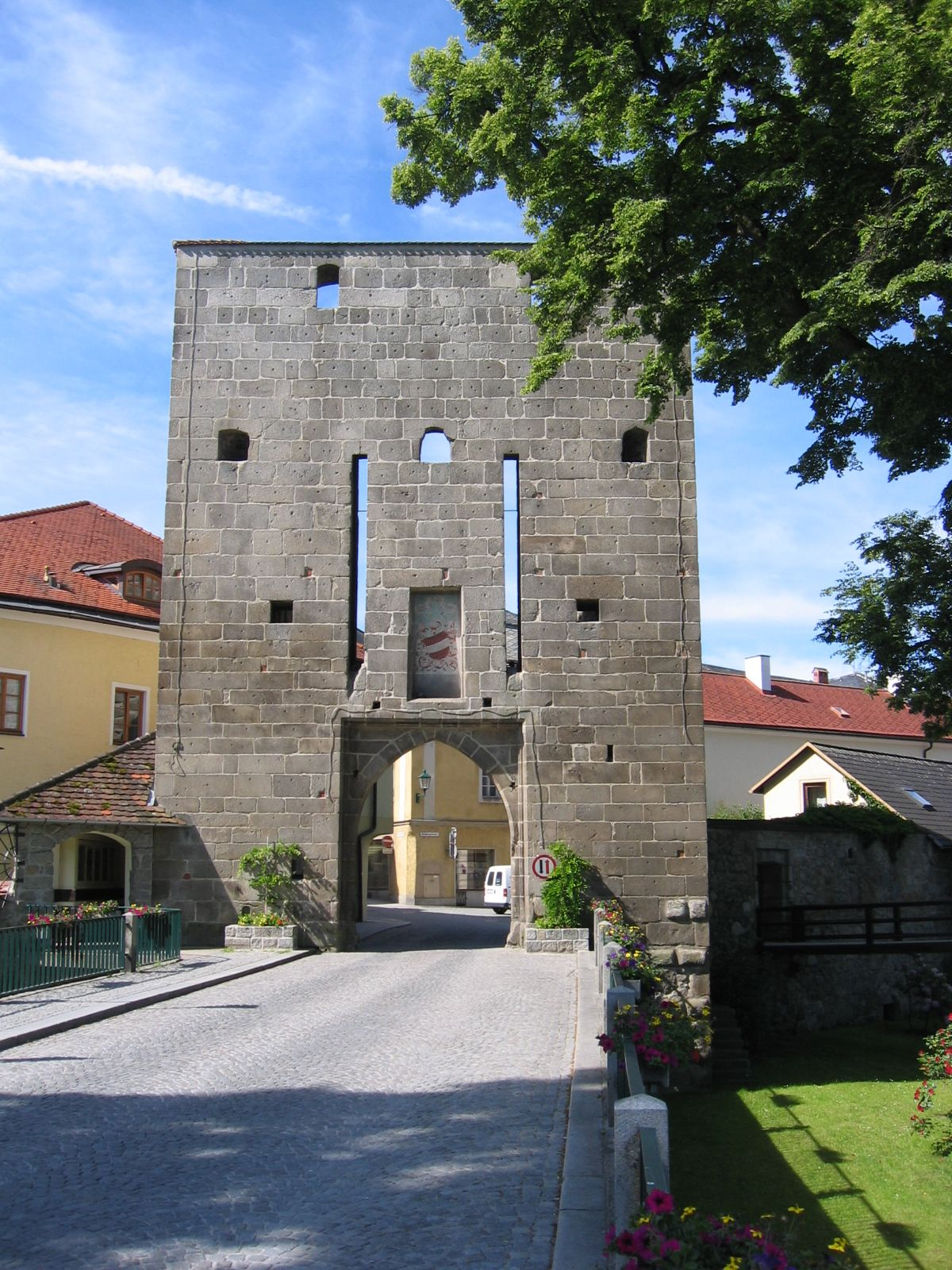
Česká brána (kolem 1380)
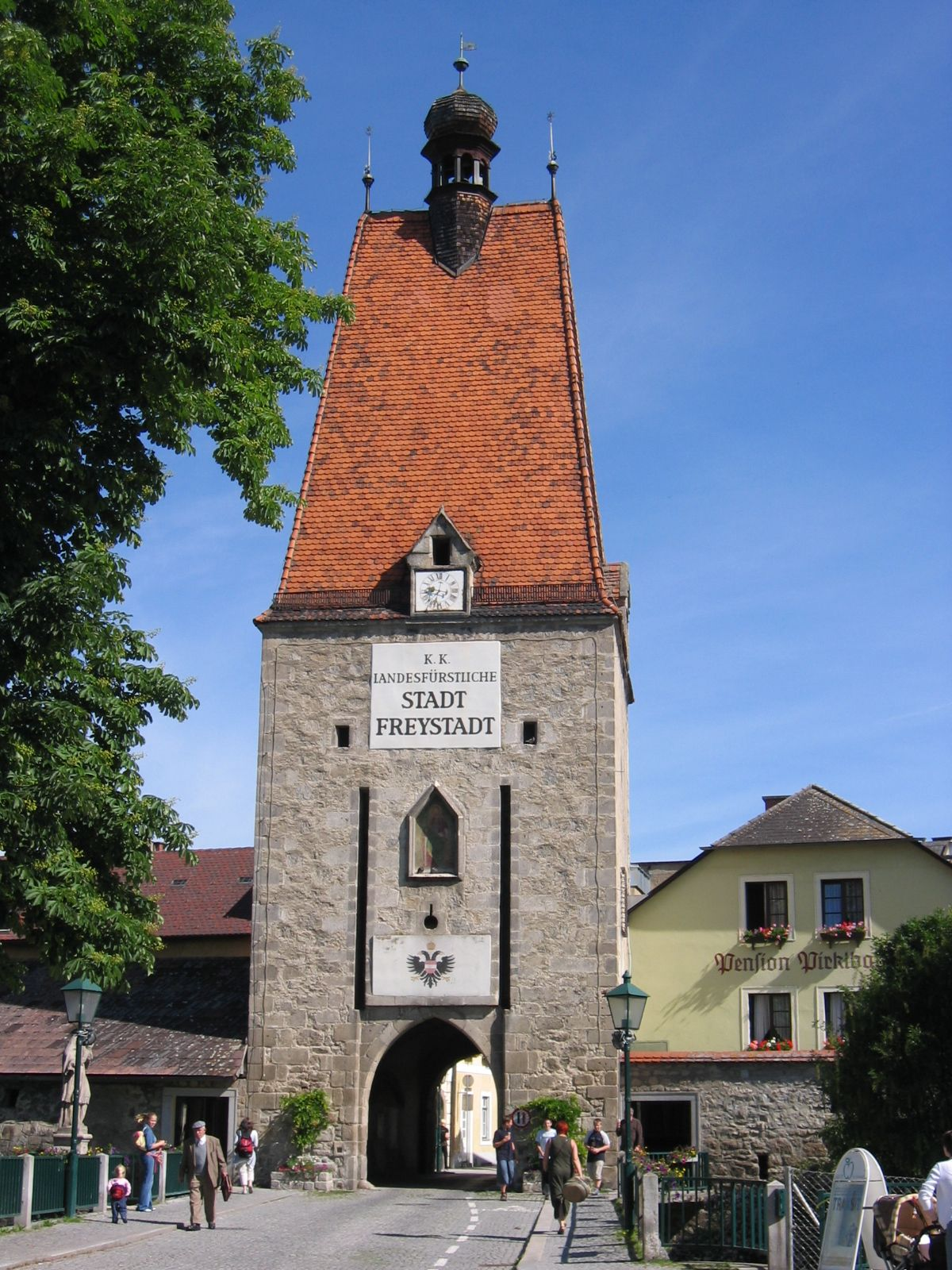
Linecká brána (kolem 1480)